# Kruhloozerka, Hola Prîstan
Kruhloozerka (în ucraineană Круглоозерка) este localitatea de reședință a comunei Kruhloozerka din raionul Hola Prîstan, regiunea Herson, Ucraina.

## Demografie
Componența lingvistică a localității Kruhloozerka
     Ucraineană (91,89%)
     Rusă (8,04%)
Conform recensământului din 2001, majoritatea populației localității Kruhloozerka era vorbitoare de ucraineană (91,89%), existând în minoritate și vorbitori de rusă (8,04%).